# Előrejelzés
Az előrejelzés az a folyamat, amely során múltbeli és jelenlegi adatok alapján jóslatokat készítenek. Később ezeket össze lehet hasonlítani (megoldani) azzal, ami ténylegesen történik. Például egy vállalat megbecsülheti bevételét a következő évre, majd ezt összevetheti a tényleges eredményekkel, hogy létrehozza a tényleges variancia elemzését. Az előrejelzés hasonló, de általánosabb fogalom. Az előrejelzés utalhat specifikus formális statisztikai módszerekre, amelyek idősorokat, keresztmetszeti vagy longitudinális adatokat alkalmaznak, vagy a kevésbé formális ítélkezési módszerekre, illetve magára a jóslási és ellenőrzési folyamatra. A felhasználás az alkalmazási területektől függően változhat: például a hidrológiában az "az "előrejelzés" és az "előrejelzés készítése" kifejezéseket néha fenntartják bizonyos jövőbeli időpontokra vonatkozó értékbecslésekhez, míg a "predikció" kifejezést általánosabb becslésekhez használják, mint például az árvizek előfordulásának számához hosszabb időszak alatt.
A kockázat és a bizonytalanság központi szerepet játszik az előrejelzésben és az predikcióban; általában jó gyakorlatnak tekintik, ha az előrejelzésekhez kapcsolódó bizonytalanság mértékét is feltüntetik. Az adatoknak minden esetben naprakésznek kell lenniük, hogy az előrejelzés a lehető legpontosabb legyen. Bizonyos esetekben az érdeklődés tárgyát képező változó előrejelzéséhez használt adatok maguk az előrejelzések. Az előrejelzés nem tévesztendő össze a költségvetéssel; A költségvetések konkrétabb, határozott idejű pénzügyi tervek, amelyeket az erőforrások elosztására és ellenőrzésére használnak, míg az előrejelzések becsléseket adnak a jövőbeli pénzügyi teljesítményről, lehetővé téve a rugalmasságot és a változó körülményekhez való alkalmazkodást. Mindkét eszköz értékes a pénzügyi tervezés és döntéshozatal során, de különböző funkciókat látnak el.

## Alkalmazások
Az előrejelzés számos területen alkalmazható, ahol a jövőbeli feltételek becslése hasznos lehet. Az adott területtől függően az előrejelzések pontossága jelentősen változhat. Ha az előrejelzés tárgyával kapcsolatos tényezők ismertek és jól megértettek, valamint jelentős mennyiségű adat áll rendelkezésre, amely felhasználható, valószínű, hogy a végső érték közel lesz az előrejelzéshez. Ha ez nem így van, vagy ha az előrejelzések maguk befolyásolják a tényleges kimenetelt, az előrejelzések megbízhatósága jelentősen csökkenhet.
A klímaváltozás és az emelkedő energiaárak miatt egyre gyakrabban alkalmazzák az épületek energiafelhasználásának csökkentésére az Egain előrejelzést, amely csökkenti az épület fűtéséhez szükséges energiát, így mérsékelve az üvegházhatású gázok kibocsátását. Az előrejelzést a mindennapi üzleti életben, a gyártó és elosztó cégek ügyfélkereslet-tervezésében is használják.
Bár az aktuális részvényhozamok előrejelzésének hitelességét a hatékony piac hipotézise megkérdőjelezi, a szélesebb gazdasági trendek előrejelzése gyakori. Az ilyen elemzéseket nonprofit szervezetek és profitorientált magánintézmények egyaránt nyújtanak.
A devizamozgások előrejelzése általában diagram és fundamentális elemzés kombinációjával történik. A diagram elemzés és a fundamentális gazdasági elemzés közötti lényeges különbség az, hogy a diagram elemzők csak a piaci árfolyamokat vizsgálják, míg a fundamentális elemzők az árfolyamok mögötti okokat keresik. A pénzügyi intézmények a fundamentális és diagram elemzők által nyújtott bizonyítékokat egy jegyzetbe összesítik, hogy végleges előrejelzést adjanak az adott valutáról.
Az előrejelzést a konfliktushelyzetek kialakulásának előrejelzésére is alkalmazták. Az előrejelzők kutatásokat végeznek, amelyek empirikus eredményeket használnak fel bizonyos előrejelzési modellek hatékonyságának mérésére. Kutatások azonban kimutatták, hogy az adott konfliktushelyzetben jártas szakértők és azok között, akik sokkal kevesebbet tudnak, nincs jelentős különbség az előrejelzések pontosságában. Hasonlóképpen, egyes tanulmányok szerint a szerepjáték - azaz más emberek cipőjébe lépve előrejelezni döntéseiket - nem járul hozzá az előrejelzés pontosságához.
Az előrejelzés fontos, bár gyakran figyelmen kívül hagyott aspektusa a tervezéssel fennálló kapcsolata. Az előrejelzés megpróbálja megjósolni, milyen lesz a jövő, míg a tervezés azt próbálja megjósolni, milyennek kellene lennie a jövőnek. Nincs egyetlen helyes előrejelzési módszer. A módszer kiválasztását a céloknak és a körülményeknek (adatok stb.) megfelelően kell meghatároznunk. Egy jó út a módszer megtalálásához egy kiválasztási fa használata lehet. Egy példa kiválasztási fára itt található.
Az előrejelzés számos helyzetben alkalmazható:
- Ellátásilánc-menedzsment és vevői igények tervezése — Az előrejelzés használható az ellátási lánc kezelésében annak biztosítására, hogy a megfelelő termék a megfelelő helyen legyen a megfelelő időben. A pontos előrejelzés segít a kiskereskedőknek csökkenteni a felesleges készleteket, és ezáltal növelni a haszonkulcsot . A pontos előrejelzés a fogyasztói igények kielégítésében is segít. A kereslettervezés tudományága, amelyet néha ellátási lánc előrejelzésnek is neveznek, magában foglalja mind a statisztikai előrejelzést, mind a konszenzusos folyamatot. Tanulmányok kimutatták, hogy az extrapoláció a legkevésbé pontos, míg a vállalati eredmény-előrejelzés a legmegbízhatóbb.[11]
- Gazdasági előrejelzés
- Földrengés előrejelzés
- Ismét az előrejelzés
- Energia-előrejelzés a megújuló energiaforrások integrációjához
- Finanszírozás a nemteljesítés kockázatával szemben hitelminősítések és hitelminősítések segítségével
- Földhasználati előrejelzés
- Játékos és csapat teljesítménye a sportban
- Politikai előrejelzés
- Termék-előrejelzés
- Értékesítési előrejelzés
- Technológiai előrejelzés
- Távközlési előrejelzés
- Közlekedés tervezése és előrejelzése
- Időjárás előrejelzés, árvíz-előrejelzés és meteorológia

## Előrejelzés mint edzés, fogadás és futarchia
Több esetben az előrejelzés nem több, mint egy jövőre vonatkozó előrejelzés.
Philip E. Tetlock Superforecasting: The Art and Science of Prediction című művében az előrejelzést mint a döntéshozatali képesség javításának módszerét tárgyalja. Az ember jobban kalibrálhatóvá válhat – azaz azok az események, amelyeknek 10% esélyt adnak, hogy megvalósulnak, az esetek 10%-ában valóban be is következnek. Vagy magabiztosabban előre jelezhetik a dolgokat – ugyanerre a következtetésre jutva, de korábban. Egyesek azt állították, hogy az előrejelzés átadható készség, amely a vita és a döntéshozatal más területein is előnyös.
A sportra vagy a politikára való fogadás az előrejelzés másik formája. Ahelyett, hogy tanácsként használnák őket, a fogadók fizetése az alapján történik, hogy helyesen jósoltak-e. Bár a döntések meghozatalára ezek a fogadások (előrejelzések) alapján kerülhet sor, a fő motiváció általában pénzügyi.
Végül a futarchia egy olyan kormányzási forma, ahol a kormányzati intézkedések hatásának előrejelzései alapján döntik el, hogy milyen intézkedéseket kell tenni. A futarchia legszigorúbb formájában nem tanácsadás történik, hanem automatikusan azt az intézkedést hajtják végre, amelynek az előrejelzett eredménye a legjobbnak bizonyul.

## Előrejelzési fejlesztések
Az előrejelzést javító projekteket számos ágazatban működtettek: erre példa a Nemzeti Hurricane Center Hurricane Forecast Improvement Project-je (HFIP) és a Wind Forecast Improvement Project-je, amelyet az Egyesült Államok Energiaügyi Minisztériuma támogat. Az ellátási lánc kezelésével kapcsolatban a DuPont modellt használták annak bemutatására, hogy az előrejelzés pontosságának növekedése növelje az értékesítést, és csökkentse a készleteket, a működési költségeket és a működő tőke lekötését.

## Az előrejelzési módszerek kategóriái

### Kvalitatív vs. kvantitatív módszerek
A kvalitatív előrejelzési technikák szubjektívek, a fogyasztók és a szakértők véleményén és megítélésén alapulnak; akkor megfelelőek, ha nem állnak rendelkezésre múltbeli adatok. Általában közép- vagy hosszú távú döntéseknél alkalmazzák. A minőségi előrejelzési módszerek példái közé tartoznak az informált vélemény és ítéletalkotás, Delphi-módszer, piackutatás és történeti életciklus-analógia.
A kvantitatív előrejelzési modellek a jövőbeli adatok előrejelzésére szolgálnak a múltbeli adatok függvényében. Használatuk akkor célszerű, ha múltbeli számszerű adatok állnak rendelkezésre, és amikor ésszerűen feltételezhető, hogy az adatok bizonyos mintái várhatóan a jövőben is folytatódnak. Ezeket a módszereket általában rövid vagy középtávú döntéseknél alkalmazzák. A mennyiségi előrejelzési módszerek példái közé tartoznak a következők: előző időszaki kereslet, egyszerű és súlyozott N-periódusú mozgóátlagok, egyszerű exponenciális simítás, Poisson-eljárás alapú modell előrejelzés  és szorzós szezonális indexek. Korábbi kutatások azt mutatják, hogy a különböző módszerek eltérő szintű előrejelzési pontosságot eredményezhetnek. Például a GMDH neurális hálózat jobb előrejelzési teljesítményt nyújt, mint a klasszikus előrejelző algoritmusok, mint például a Single Exponential Smooth (egyszerű exponenciális simítás), Double Exponential Smooth (dupla exponenciális simítás), ARIMA és a back-propagation neurális hálózat.

### Átlagos megközelítés
Ebben a megközelítésben az összes jövőbeli érték előrejelzése megegyezik a múlti adatok átlagával. Ez a módszer alkalmazható bármilyen adatra, ahol rendelkezésre állnak múltbeli adatok. Idősoros jelölésben:
{\displaystyle {\hat {y}}_{T+h|T}={\bar {y}}=(y_{1}+...+y_{T})/T}
ahol {\displaystyle y_{1},...,y_{T}} a múltbeli adatok.
Bár itt az idősoros jelölést alkalmaztuk, az átlagos megközelítés keresztmetszeti adatokra is használható (amikor nem megfigyelt értékeket jósolunk; hanem olyan értékeket, amelyek nem szerepelnek az adathalmazban). Ekkor a nem megfigyelt értékekre vonatkozó előrejelzés a megfigyelt értékek átlaga.

### Naiv megközelítés
A naiv előrejelzések a legköltséghatékonyabb előrejelzési modellek, és viszonyítási alapként szolgálnak a kifinomultabb modellek összehasonlításához. Ez az előrejelzési módszer csak idősoros adatokra alkalmas. A naiv megközelítést alkalmazva olyan előrejelzések készülnek, amelyek megegyeznek az utolsó megfigyelt értékkel. Ez a módszer meglehetősen jól működik a gazdasági és pénzügyi idősorok esetében, amelyek gyakran nehezen megbízhatóak és nehezen megjósolható mintázatokkal rendelkeznek. Ha úgy vélik, hogy az idősor szezonalitással rendelkezik, akkor a szezonális naív megközelítés lehet a megfelelőbb, ahol az előrejelzések egyenlőek az előző szezon értékével. Idősoros jelölésben:
{\displaystyle {\hat {y}}_{T+h|T}=y_{T}}

### Drift módszer
A naiv módszer egyik változata lehetővé teszi az előrejelzések növekedését vagy csökkenését az idő múlásával, ahol az időbeli változás mértéke (úgynevezett drift ) az előzményadatokban látható átlagos változásként van beállítva. Tehát az idő előrejelzése {\displaystyle T+h} által megadva
{\displaystyle {\hat {y}}_{T+h|T}=y_{T}+{\frac {h}{T-1}}\sum _{t=2}^{T}(y_{t}-y_{t-1})=y_{T}+h\left({\frac {y_{T}-y_{1}}{T-1}}\right).}
Ez egyenértékű azzal, hogy egy vonalat húzunk az első és az utolsó megfigyelés között, és azt extrapoláljuk a jövőbe.

### Szezonális naiv megközelítés
A szezonális naiv módszer figyelembe veszi a szezonalitást azáltal, hogy minden előrejelzést egyenlőnek állít be ugyanazon évszak utolsó megfigyelt értékével. Például az összes következő áprilisi hónap előrejelzési értéke megegyezik az előző áprilisban megfigyelt értékkel. Az idő előrejelzése {\displaystyle T+h}-val
{\displaystyle {\hat {y}}_{T+h|T}=y_{T+h-m(k+1)}}
ahol {\displaystyle m} =szezonális időszak és {\displaystyle k} a legkisebb egész szám, amely nagyobb, mint {\displaystyle (h-1)/m} .
A szezonális naiv módszer különösen hasznos azoknál az adatoknál, amelyeknek nagyon magas a szezonalitása.

### Determinisztikus megközelítés
A determinisztikus megközelítés az, amikor nincs sztochasztikus változó, és az előrejelzések a kiválasztott függvényektől és paraméterektől függenek. Például adott a függvény
{\displaystyle {\begin{aligned}f_{n}(x_{t})={\dfrac {1}{(1+x_{t}^{n})}}\,,\qquad n\in {\mathbb {N} },\;x\in {\mathbb {R} }.\end{aligned}}}
A rövid távú viselkedés {\displaystyle x_{t}} és ez a közép-hosszú távú trend {\displaystyle y_{t}}
{\displaystyle {\begin{aligned}{\left\{{\begin{array}{ll}x_{t+1}=\alpha f_{n}(x_{t})+\gamma \,y_{t}+\delta \\y_{t+1}=\beta \,y_{t}-\mu \,x_{t}+\eta \end{array}}\right.}\end{aligned}}}
ahol {\displaystyle \alpha ,\gamma ,\beta ,\mu ,\eta } néhány paraméter.
Ezt a megközelítést a látszólag sztochasztikus aktivitás kitöréseinek szimulálására javasolták, amelyeket csendesebb időszakok szakítanak meg. Az a feltételezés, hogy egy erős determinisztikus összetevő jelenlétét a zaj elrejti. A determinisztikus megközelítés figyelemre méltó, mivel feltárhatja az alapvető dinamikai rendszerek szerkezetét, amelyet ki lehet használni annak érdekében, hogy a dinamikát egy kívánt irányba tereljük.

### Idősoros módszerek
Az idősoros módszerek múltbeli adatokat használnak a jövőbeli eredmények becslésének alapjaként. Azon a feltételezésen alapulnak, hogy a múltbeli kereslet jó mutatója a jövőbeli keresletnek.
- Mozgóátlag
- Súlyozott mozgóátlag
- Exponenciális simítás
- Autoregresszív mozgóátlag (ARMA) (az előrejelzések az előrejelzett változó múltbeli értékeitől és a múltbeli előrejelzési hibáktól függenek)
- Autoregresszív integrált mozgóátlag (ARIMA) (ARMA előrejelzési változó időszakonkénti változásaira)

pl. Box–Jenkins
Szezonális ARIMA vagy SARIMA vagy ARIMARCH,
- Extrapoláció
- Lineáris előrejelzés
- Trendbecslés (a változó előrejelzése az idő lineáris vagy polinomiális függvényeként)
- Növekedési görbe (statisztika)
- Ismétlődő neurális hálózat

### Relációs módszerek
Egyes előrejelzési módszerek megpróbálják azonosítani azokat a mögöttes tényezőket, amelyek befolyásolhatják az előrejelzett változót. Például az éghajlati mintákkal kapcsolatos információk feltüntetése javíthatja a modell azon képességét, hogy előre jelezze az esernyőértékesítést. Az előrejelzési modellek gyakran figyelembe veszik a rendszeres szezonális ingadozásokat. Az ilyen eltérések az éghajlaton kívül az ünnepek és a szokások következményei is lehetnek: például megjósolható, hogy az egyetemi futballruházat eladásai magasabbak lesznek a futballszezonban, mint szezonon kívül.
Az ok-okozati előrejelzésben használt informális módszerek közül több nem kizárólag matematikai algoritmusok kimenetére támaszkodik, hanem az előrejelző ítéletét használja. Egyes előrejelzések figyelembe veszik a változók közötti múltbeli kapcsolatokat: ha például egy változó hosszú ideig hozzávetőlegesen lineáris kapcsolatban állt egy másikkal, akkor célszerű lehet egy ilyen kapcsolatot a jövőre kikövetkeztetni anélkül, hogy szükségszerűen megértenék az okát a kapcsolatnak.
Az ok-okozati módszerek a következők:
- A regressziós elemzés a módszerek nagy csoportját tartalmazza egy változó jövőbeli értékeinek előrejelzésére más változókra vonatkozó információk alapján. Ezek a módszerek egyaránt tartalmaznak paraméteres (lineáris vagy nemlineáris) és nem paraméteres technikákat.
- Autoregresszív mozgóátlag exogén bemenetekkel (ARMAX)[19]

A kvantitatív előrejelzési modelleket gyakran úgy ítélik meg egymáshoz képest, hogy összehasonlítják a mintán belüli vagy a mintán kívüli átlagos négyzetes hibájukat, bár egyes kutatók ezt nem tanácsolták. A különböző előrejelzési megközelítések különböző pontosságúak. Például egy összefüggésben azt találták, hogy a GMDH nagyobb előrejelzési pontossággal rendelkezik, mint a hagyományos ARIMA.

### Ítélkezési módszerek
Az ítélkezési előrejelzési módszerek intuitív megítélést, véleményeket és szubjektív valószínűségi becsléseket tartalmaznak. Az ítélőképességű előrejelzést olyan esetekben alkalmazzuk, amikor múltbeli adatok hiányoznak, vagy teljesen új és egyedi piaci körülmények között.
Az ítélkezési módszerek a következők:
- Összetett előrejelzések
- Cooke-módszerek
- Delphi módszer
- Előrejelzés analógia alapján
- Forgatókönyv építése
- Statisztikai felmérések
- Technológiai előrejelzés

### Mesterséges intelligencia módszerek
- Mesterséges idegi hálózat
- Csoportos adatkezelési módszer
- Támogató vektoros gépek

Manapság ezeket gyakran speciális, laza feliratozású programok végzik
- Adatbányászat
- Gépi tanulás
- Mintafelismerés

### Geometriai extrapoláció hiba előrejelzéssel
Létrehozható egy sorozat 3 pontjával és a "pillanattal" vagy "indexszel". Az ilyen típusú extrapoláció 100%-os pontossággal rendelkezik az ismert sorozatok adatbázisának (OEIS) nagy százalékában.

### Egyéb módszerek
- Granger-ok-okozati összefüggés
- Szimuláció
- Előrejelzési piac
- Valószínűségi előrejelzés és Ensemble előrejelzés

## Előrejelzési pontosság
Az előrejelzési hiba (más néven maradék ) a tényleges érték és a megfelelő időszak előrejelzési értéke közötti különbség:
{\displaystyle \ E_{t}=Y_{t}-F_{t}}
ahol E az előrejelzési hiba a t időszakban, Y a tényleges érték a t időszakban, és F a t időszak előrejelzése.
Egy jó előrejelzési módszer összefüggéstelen maradványokat eredményez. Ha a maradványértékek között korrelációk vannak, akkor a maradékokban maradtak információk, amelyeket az előrejelzések kiszámításához kell felhasználni. Ez úgy valósítható meg, hogy egy maradvány várható értékét az ismert múltbeli maradványok függvényében számítjuk ki, és az előrejelzést korrigáljuk azzal az összeggel, amennyivel ez a várható érték eltér a nullától.
Egy jó előrejelzési módszer nulla átlaggal is rendelkezik. Ha a maradékok átlaga nem nulla, akkor az előrejelzések elfogultak lehetnek, és javíthatók az előrejelzési technika beállításával, úgy hogy hozzáadjuk az átlagos maradékok értékét, amely a nem korrigált maradékok átlaga.
Az összesített hiba mértéke:

### Méretezéstől függő hibák
Az E előrejelzési hiba ugyanazon a skálán van, mint az adatok, ezért ezek a pontossági mérőszámok skálafüggőek, és nem használhatók különböző skálán lévő sorozatok összehasonlítására.
Átlagos abszolút hiba (MAE) vagy átlagos abszolút eltérés (MAD): {\displaystyle \ MAE=MAD={\frac {\sum _{t=1}^{N}|E_{t}|}{N}}}
Átlag négyzetes hiba (MSE) vagy átlagos négyzetes előrejelzési hiba (MSPE): {\displaystyle \ MSE=MSPE={\frac {\sum _{t=1}^{N}{E_{t}^{2}}}{N}}}
Négyzetes hibagyökér (RMSE): {\displaystyle \ RMSE={\sqrt {\frac {\sum _{t=1}^{N}{E_{t}^{2}}}{N}}}}
A hibák átlaga (E): {\displaystyle \ {\bar {E}}={\frac {\sum _{i=1}^{N}{E_{i}}}{N}}}

### Százalékos hibák
Ezeket gyakrabban használják a különböző adatkészletek előrejelzési teljesítményének összehasonlítására, mivel skálafüggetlenek. Azonban hátrányuk, hogy rendkívül nagyok vagy definiálatlanok, ha Y nullához közeli vagy azzal egyenlő.
Átlagos abszolút százalékos hiba (MAPE): {\displaystyle \ MAPE=100*{\frac {\sum _{t=1}^{N}|{\frac {E_{t}}{Y_{t}}}|}{N}}}
Átlagos abszolút százalékos eltérés (MAPD): {\displaystyle \ MAPD={\frac {\sum _{t=1}^{N}|E_{t}|}{\sum _{t=1}^{N}|Y_{t}|}}}

### Méretezett hibák
Hyndman és Koehler (2006) a skálázott hibák használatát javasolta a százalékos hibák alternatívájaként.
Átlagos abszolút skálázott hiba (MASE): {\displaystyle MASE={\frac {\sum _{t=1}^{N}|{\frac {E_{t}}{{\frac {1}{N-m}}\sum _{t=m+1}^{N}|Y_{t}-Y_{t-m}|}}|}{N}}}
ahol m =szezonális időszak vagy 1, ha nem szezonális

### Egyéb intézkedések
Előrejelzési képesség (SS): {\displaystyle \ SS=1-{\frac {MSE_{forecast}}{MSE_{ref}}}}
Az üzleti előrejelzők és gyakorló szakemberek néha eltérő terminológiát használnak. A PMAD-ra MAPE-ként hivatkoznak, bár ezt térfogatsúlyozott MAPE-ként számítják ki. További információkért lásd: Kereslet-előrejelzés pontosságának kiszámítása .
Ha egy adott adathalmazon összehasonlítjuk a különböző előrejelzési módszerek pontosságát, az összesített hiba mértékét összehasonlítjuk egymással, és a legalacsonyabb hibát hozó módszert részesítjük előnyben.

### Képzés és tesztkészletek
Az előrejelzések minőségének értékelésekor helytelen azt vizsgálni, hogy egy modell mennyire illeszkedik a történeti adatokhoz; az előrejelzések pontossága csak akkor határozható meg, ha figyelembe vesszük, hogy egy modell mennyire teljesít olyan új adatokon, amelyeket nem használtunk fel a modell illesztése során. A modellek kiválasztásakor gyakori, hogy a rendelkezésre álló adatok egy részét az illesztéshez, a többi adatot pedig a modell teszteléséhez használjuk, ahogyan a fenti példákban is történt.

### Keresztellenőrzés
A keresztellenőrzés a tesztkészlet betanításának kifinomultabb változata.
A keresztmetszeti adatok esetében a keresztellenőrzés egyik módja a következőképpen működik:
1. Válassza ki az i megfigyelést a tesztkészlethez, és használja a képzési halmaz többi megfigyelését. Számítsa ki a tesztmegfigyelés hibáját.
2. Ismételje meg a fenti lépést i = 1,2,... , N ahol N a megfigyelések teljes száma.
3. Számítsa ki az előrejelzés pontossági mértékét a kapott hibák alapján.

Ez hatékonyan hasznosítja a rendelkezésre álló adatokat, mivel minden lépésben csak egy megfigyelést hagyunk ki
Az idősoros adatok esetében a betanítási halmaz csak a teszthalmaz előtti megfigyeléseket tartalmazhatja. Ezért a jövőbeli megfigyelések nem használhatók fel az előrejelzés megalkotásához. Tegyük fel, hogy k megfigyelésre van szükség egy megbízható előrejelzés elkészítéséhez; akkor a folyamat a következőképpen működik:
1. Az i =1-től kezdve válassza ki a k + i megfigyelést a teszthalmazhoz, és használja a megfigyeléseket 1, 2, ... időpontokban. , k+i –1-t használja az előrejelzési modell becsléséhez. Számítsa ki a hibát az előrejelzésben k+i esetén.
2. Ismételje meg a fenti lépést i = 2,... , T–k ahol T az összes megfigyelés száma.
3. Számítsa ki az összes hiba előrejelzési pontosságát.

Ezt az eljárást néha „gördülő előrejelzési eredetnek” is nevezik, mivel az „eredet” ( k+i -1), amelyen az előrejelzés alapul, előregördül az időben. Továbbá, két lépés előrejelzések vagy általánosan p lépés előrejelzések számíthatók úgy, hogy először előrejelzést készítenek az értékhez azonnal a tanító adathalmaz után, majd ezt az értéket használják a tanító adathalmaz értékeivel együtt két időszakos előrejelzés készítésére, stb.

## Szezonalitás és ciklikus viselkedés

### Szezonalitás
A szezonalitás egy idősort jellemző tulajdonság, amelyben az adatok rendszeres és előre jelezhető változásokat mutatnak, amelyek minden naptári évben megismétlődnek. Bármilyen előre jelezhető változás vagy minta egy idősortban, amely egyéves időszakon belül ismétlődik, szezonálisnak mondható. Sok helyzetben – például élelmiszerboltokban vagy akár az Igazságügyi Orvosszakértői Rendelőben – gyakori, hogy a kereslet a hét napjától függ. Ilyen helyzetekben az előrejelzési eljárás kiszámítja a "szezon" szezonális indexét – hét szezon, minden napra egy – amely az adott szezon átlagos keresletének (amelyet Mozgó Átlag vagy Exponenciális Simítás segítségével számítanak ki, csak az adott szezonhoz tartozó múltbeli adatok alapján) és az összes szezon átlagos keresletének aránya. Az 1-nél magasabb index azt jelzi, hogy a kereslet magasabb az átlagnál; az 1-nél kisebb index azt jelzi, hogy a kereslet alacsonyabb az átlagnál.

### Ciklikus viselkedés
Az adatok ciklikus viselkedése akkor következik be, amikor az adatok rendszeres ingadozásokat mutatnak, amelyek általában legalább két évig tartanak, és amikor az aktuális ciklus hossza nem határozható meg előre. A ciklikus viselkedést nem szabad összetéveszteni a szezonális viselkedéssel. A szezonális ingadozások minden évben következetes mintát követnek, így az időszak mindig ismert. Például a karácsonyi időszakban az üzletek készletei általában növekednek, hogy felkészüljenek a karácsonyi vásárlókra. A ciklikus viselkedés példájaként egy adott természetes ökoszisztéma populációja ciklikus viselkedést mutathat, amikor a populáció csökken, mivel természetes táplálékforrása csökken, és amikor a populáció alacsony, a táplálékforrás helyreáll, és a populáció ismét növekedni kezd. A ciklikus adatokat nem lehet figyelembe venni az egyszerű szezonális kiigazítással, mivel nem rögzített időszakúak.

## Korlátozások
A korlátok olyan akadályokat jelentenek, amelyeken túl az előrejelzési módszerek nem tudnak megbízhatóan megjósolni. Sok olyan esemény és érték van, amelyet nem lehet megbízhatóan előre jelezni. Az olyan eseményeket, mint a kockadobás vagy a sorsolás eredménye, nem lehet előre jelezni, mert véletlenszerű események, és nincs szignifikáns kapcsolat az adatok között. Ha az előrejelzéshez vezető tényezők nem ismertek vagy nem jól érthetők, például a részvény- és devizapiacokon az előrejelzések gyakran pontatlanok vagy tévesek, mivel nincs elegendő adat mindenről, ami ezeket a piacokat befolyásolja ahhoz, hogy az előrejelzések megbízhatóak legyenek, Ezen túlmenően ezeknek a piacoknak az előrejelzéseinek eredményei megváltoztatják a piacon érintettek viselkedését, tovább csökkentve az előrejelzés pontosságát.
Az „önpusztító előrejelzések” fogalma arra vonatkozik, ahogyan egyes előrejelzések alááshatják magukat a társadalmi viselkedés befolyásolásával. Ez azért van, mert "az előrejelzők részei annak a társadalmi kontextusnak, amelyről előrejelzést próbálnak készíteni, és befolyásolhatják azt a kontextust a folyamat során". Például egy olyan előrejelzés, miszerint a populáció nagy százaléka HIV-fertőzött lesz a meglévő tendenciák alapján, több ember kerülheti el a kockázatos magatartást, és így csökkentheti a HIV-fertőzöttségi arányt, érvénytelenítve az előrejelzést (ami igaz is maradhatott volna, ha nem nyilvánosan ismert). Vagy, ha egy előrejelzés azt mutatja, hogy a kiberbiztonság komoly problémává válik, akkor a szervezetek több kiberbiztonsági intézkedést vezethetnek be, ezáltal korlátozva a problémát.

### Folyadékdinamikai egyenletek teljesítményhatárai
Amint azt Edward Lorenz 1963-ban javasolta, a hosszú távú időjárás-előrejelzések, azaz két hét vagy annál hosszabb időre szóló előrejelzések, nem tudják határozottan megjósolni a légkör állapotát a folyadékdinamika egyenleteinek kaotikus természete miatt. A numerikus modellekbe bevitt kezdeti adatok, mint például a hőmérséklet és a szél, rendkívül kis hibái öt naponta megduplázódnak.

## Fordítás
Ez a szócikk részben vagy egészben  a   Forecasting című angol Wikipédia-szócikk ezen változatának fordításán alapul.  Az eredeti cikk szerkesztőit annak laptörténete sorolja fel. Ez a jelzés csupán a megfogalmazás eredetét és a szerzői jogokat jelzi, nem szolgál a cikkben szereplő információk forrásmegjelöléseként.

## Külső hivatkozások
- időjárás előrejelzés. jóidőt.hu

- A Wikimédia Commons tartalmaz Előrejelzés témájú kategóriát.